# Fierozzo
Fierozzo (Vlarotz in mocheno, Florutz in tedesco, Fieròz o Fiaròz in dialetto trentino) è un comune italiano sparso di 460 abitanti della provincia autonoma di Trento in Trentino-Alto Adige.
La maggioranza della popolazione appartiene all'etnia dei Mocheni di origine germanica, ed il nome del paese suona in mocheno Vlarotz. L'etimo sembra derivare in qualche modo dal latino flos, "fiore" (nel 1324: in Monte Floruci).
Il territorio è diviso in due frazioni: San Francesco, costituita da Auserperg ("Monte di fuori") e San Felice, sede comunale, costituita da Inderperg ("Monte di dentro") e Mitterperg ("Monte di mezzo"). La colonizzazione delle plaghe ai piedi dei monti Fravort e Gronlait, come pure per Frassilongo e Palù del Fersina, avvenne a carattere di maso sparso, ossia senza un centro del paese ben definito, come avviene invece a Sant'Orsola Terme.

## Storia

### Simboli
Lo stemma e il gonfalone sono stati approvati con deliberazione della Giunta provinciale di Trento del 2 giugno 1989, n. 6079.
(Art. 1 c. 4 dello Statuto comunale)
Gonfalone
FIEROZZO. Il bilico sarà unito all'asta, ricoperta da una guaina dai colori alternati d'argento e rosso avvolti a spirale, mediante un cordone a nappe, d'argento.»
(Art. 1 c. 5 dello Statuto comunale)

## Monumenti e luoghi d'interesse

### Architetture religiose
- Chiesa di San Felice nell'omonima frazione e sede comunale
- Chiesa di San Francesco da Paola nel maso Oubernroudler
- Chiesa della Madonna Ausiliatrice e di San Giovanni Bosco a San Francesco
- Chiesa di San Lorenzo sull'omonimo colle, in rovina

### Architetture civili
- Maso Filzerhof, maso trasformato in museo etnografico
- De Sog van Rindel, segheria in località Valcava (Balkof)

## Società

### Evoluzione demografica
Abitanti censiti

### Variazioni
Nel 1929 è stato aggregato a Sant'Orsola (ora Sant'Orsola Terme). Nel 1948 è stato distaccato e ricostituito come comune autonomo.

### Ripartizione linguistica
La sua popolazione, secondo il censimento del 2021, è per l'80,0% di lingua mòchena e per il 20,0% di lingua italiana.

## Amministrazione
| Periodo | Periodo   | Primo cittadino | Partito      | Carica  | Note   |
| ------- | --------- | --------------- | ------------ | ------- | ------ |
| 2015    | 2020      | Luca Moltrer    | lista civica | Sindaco |        |
| 2020    | in carica | Lorenzo Moltrer | lista civica | Sindaco | [ 13 ] |